# سوینی رنچ (وایومینگ)
سوینی رنچ (به انگلیسی: Sweeney Ranch) یک منطقهٔ مسکونی در ایالات متحده آمریکا است که در شهرستان سوئیت‌واتر، وایومینگ واقع شده‌است. سوینی رنچ ۲۱٫۰ کیلومتر مربع مساحت و ۱۷ نفر جمعیت دارد و ۲٬۰۴۱ متر بالاتر از سطح دریا واقع شده‌است.